# Porphyrio mantelli
Il mohoau (Porphyrio mantelli Owen, 1848), noto anche come takahe dell'Isola del Nord, era un uccello della famiglia dei Rallidi originario dell'Isola del Nord della Nuova Zelanda.

## Descrizione
Il mohoau, incapace di volare, venne descritto per la prima volta dal famoso naturalista Richard Owen a partire da un cranio speditogli dal collezionista Walter Mantell, che ne era entrato in possesso nel 1847 sull'Isola del Nord. Il takahe dell'Isola del Sud (P. hochstetteri) venne scoperto solo successivamente e venne considerato inizialmente una sottospecie del suo parente settentrionale. Oliver, Scarlett e altri studiosi hanno messo in evidenza il fatto che P. mantelli avesse dimensioni maggiori del takahe attuale, ma sotto gli altri aspetti le due specie sono molto simili. Tuttavia, le analisi del DNA hanno dimostrato che il mohoau era più strettamente imparentato con il pollo sultano australiano (P. porphyrio melanotus), o pukeko, del takahe; ciò dimostra che le due specie si siano evolute indipendentemente l'una dall'altra, pur non mostrando sostanziali differenze morfologiche. Sempre grazie a questi studi si è scoperto che il takahe dell'Isola del Sud ha avuto origine da colonizzatori più antichi. Non conosciamo nulla delle abitudini del mohoau, ma presumibilmente occupava una nicchia ecologica simile a quella del takahe.

## Estinzione
Il mohoau, probabilmente, sopravvisse fino alla fine del XIX secolo. Nel 1894, un uccello dall'aspetto simile a un takahe venne catturato sui monti Ruahine dal topografo Morgan Carkeek. Egli portò l'esemplare a casa di Roderick McDonald, dove venne identificato come un raro esemplare di mohoau da un maori locale. Quando Carkeek si presentò a casa con l'animale era presente anche il figlio di Roderick, che in seguito avrebbe raccontato a Philipps che l'uccello in questione somigliava moltissimo a un pukeko ed era ricoperto da piume di colore blu. Il mohoau dovrebbe essere scomparso poco tempo dopo in seguito ai cambiamenti ambientali e alla predazione da parte dei mammiferi introdotti dagli europei. All'epoca si riteneva estinto anche il takahe, ma una minuscola popolazione sopravvissuta venne scoperta nella regione del Fiordland nel 1948.